# 尤利亞爾維湖
65°2′6″N 31°12′11″E / 65.03500°N 31.20306°E
尤利亞爾維湖（俄语：Юлиярви），是俄羅斯的湖泊，位於該國西北部，由卡累利阿共和國負責管轄，長3.4公里、寬1.5公里，面積5.5平方公里，海拔高度101米，湖岸線長度17.1公里，最大水深16.0米。